# 雪桜
『雪桜』（ゆきざくら）は2003年11月28日にD.O.から発売されたアダルトゲームソフト。2004年5月31日には、ファンディスクとなる『沙紀のらぶらぶはねむーん』（さきのらぶらぶはねむーん）が発売された。
また、2007年5月14日、JAST USA傘下のG-Collectionsが本作の権利を取得したことを発表し、同年12月13日に英語版を発売した。

## ストーリー
両親の仕事の都合で北国に引っ越してきた主人公と、5人のヒロインたちとの交流を描いたストーリー。

## 登場人物

### メインキャラクター
橘 裕志（たちばな ゆうじ）
声：島崎比呂
主人公。両親の海外出張のため、従姉の住む北国の町に転校することになる。
橘 沙紀（たちばな さき）
声：青山ゆかり
主人公の従姉。主人公の居候先の元旅館の娘で家事全般何でもこなし、料理が得意だが勉強は苦手で、いつも赤点をとっている。誰とでもいつの間にか仲良くなれる性格。暴力的でもあり主人公を起こすのにジャーマン・スープレックスなどの大技を繰り出すことも。
宗谷 美咲（そうや みさき）
声：朝倉鈴音
主人公たちのクラスメートで美里の妹。明るくて容姿端麗。クラスのムードメーカー的な存在で、男子からも女子からも人気がある。かなりの天然ボケである。料理は苦手。
桧山 こずえ（ひやま こずえ）
声：紫苑みやび
主人公たちのクラスメート。美咲が大好きであり、情報通でいつも写真やビデオを撮っている。お嬢様。
如月 玲（きさらぎ れい）
声：鷹月さくら
主人公たちの先輩。実家の「雪兎神社」で巫女をしている。タバコを一日に5本吸うらしい。成績優秀で容姿端麗と才色兼備。美咲とは部活動が一緒。視力が弱い。
宗谷 美里（そうや みさと）
声：綾有蘭
美咲の姉にして主人公たちの担任の日本史の先生。妹を上回るドジっ娘でかなりの天然なのだが、そこがかえって人気を呼んでいたりする。料理は得意。
（節出典:雪桜 ユーザーズマニュアル）

### サブキャラクター
伊東 住吉（いとう すみよし）
声：浜田広央
主人公たちのクラスメート。実家はお好み焼きの「伊東屋」。スケベ。
橘 武明（たちばな たけあき）
声：体田肉男
主人公の伯父。昔は旅館を営業していた。
伊東 千賀子（いとう ちかこ）
声：本山美奈
住吉の母親。武明や主人公の父親らとは幼馴染だったらしい。
片岡 勝（かたおか まさる）
声：下谷翔
英語教師。英語の発音がかなり独特である。
教頭
声：田中吟太郎
くらき
声：河合春華
雪桜（ゆきざくら）
声：天の川ひかる
桜（さくら）
声：出雲京香
マスター
声：瀬田習太
玲の父
声：世良公一

## スタッフ
- 原画：しけー（紫珪）
- シナリオ：北側寒囲
- 音楽：高橋秀紀、ミリオンバンブー
  - 主題歌『冬のキャンバス』 - 歌：有村深羽／作詞：Melody Nelson／作曲：高橋秀紀[1]

## 関連商品
- 「雪桜 コンプリートミュージックセレクション」（サウンドトラック、CCCD）